# Farga (fornal)
|  | Per a altres significats, vegeu «Farga (desambiguació)». |

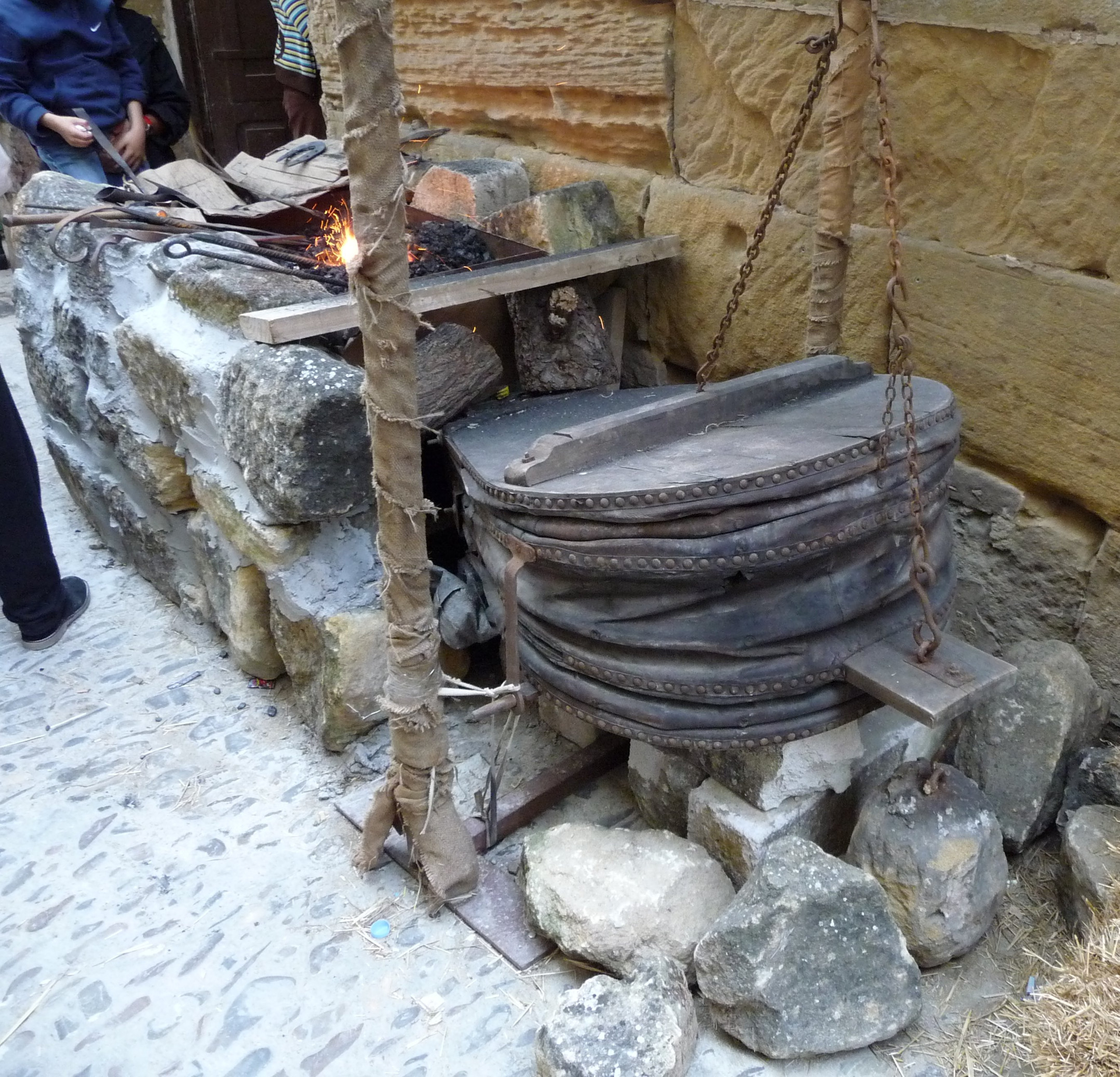
Farga avivada mitjançant una manxa.

Una farga és un fornal o fogó utilitzat principalment per escalfar metalls per tal de forjar-los. Generalment és una estructura de maó o pedra, coberta de reixetes, en la que s'aviva el foc fent-hi passar un corrent d'aire horitzontal per mitjà d'una manxa manual o mecànica. També es diu farga al taller del ferrer, que generalment té un fornal com l'esmentat.

## Etimologia
La paraula farga prové del llatí fabrica ￼després de passar per una sèrie de canvis fonètics, i conservant el significat de «fàbrica». «Forjar» s'usa com a verb tant en el sentit directe de forjar un metall, com en el figurat de concebre una idea o pla.

## Impacte ambiental
Des de l'antiguitat, la metal·lúrgia i les fargues han tingut un impacte mediambiental important, amb les mines, el transport i la preparació dels minerals per la muntanya, els residus de vegades rics en metalls pesants on en minerals tòxics o també Metal·loides tòxics, via l'emissió de vapors tòxics (pel refinament del plom i del mercuri) i sobretot (abans l'aparició del carbó) amb un gran consum de bosc i carbó de Fusta, que ha contribuït a disminuir i degradar nombrosos boscos pròxims a les fargues.